# Nazionale femminile di pallacanestro della Croazia
La nazionale di pallacanestro femminile della Croazia è la selezione delle migliori giocatrici di pallacanestro di nazionalità croata gestita dalla HKS, e partecipa, rappresentando la Croazia, ai tornei internazionali femminili di pallacanestro per nazioni gestiti dalla FIBA.

## Storia

### Nazionale della RSF Yugoslavia (1935-1991)
Fino alla disgregazione della Repubblica Socialista Federale di Jugoslavia le atlete croate hanno partecipato alle massime competizioni internazionali, militando nelle file della nazionale jugoslava.

### Nazionale croata (dal 1992)
Il team croato si è formato nel 1992, a seguito del disfacimento della Repubblica di Jugoslavia.

La nazionale croata, pur giovando di giocatori della ex-nazionale jugoslava, non ha ottenuto prestigiosi traguardi, ad eccetto i Giochi del Mediterraneo, ad oggi, l'unica competizione dove è riuscita a salire più volte sul podio.

## Piazzamenti

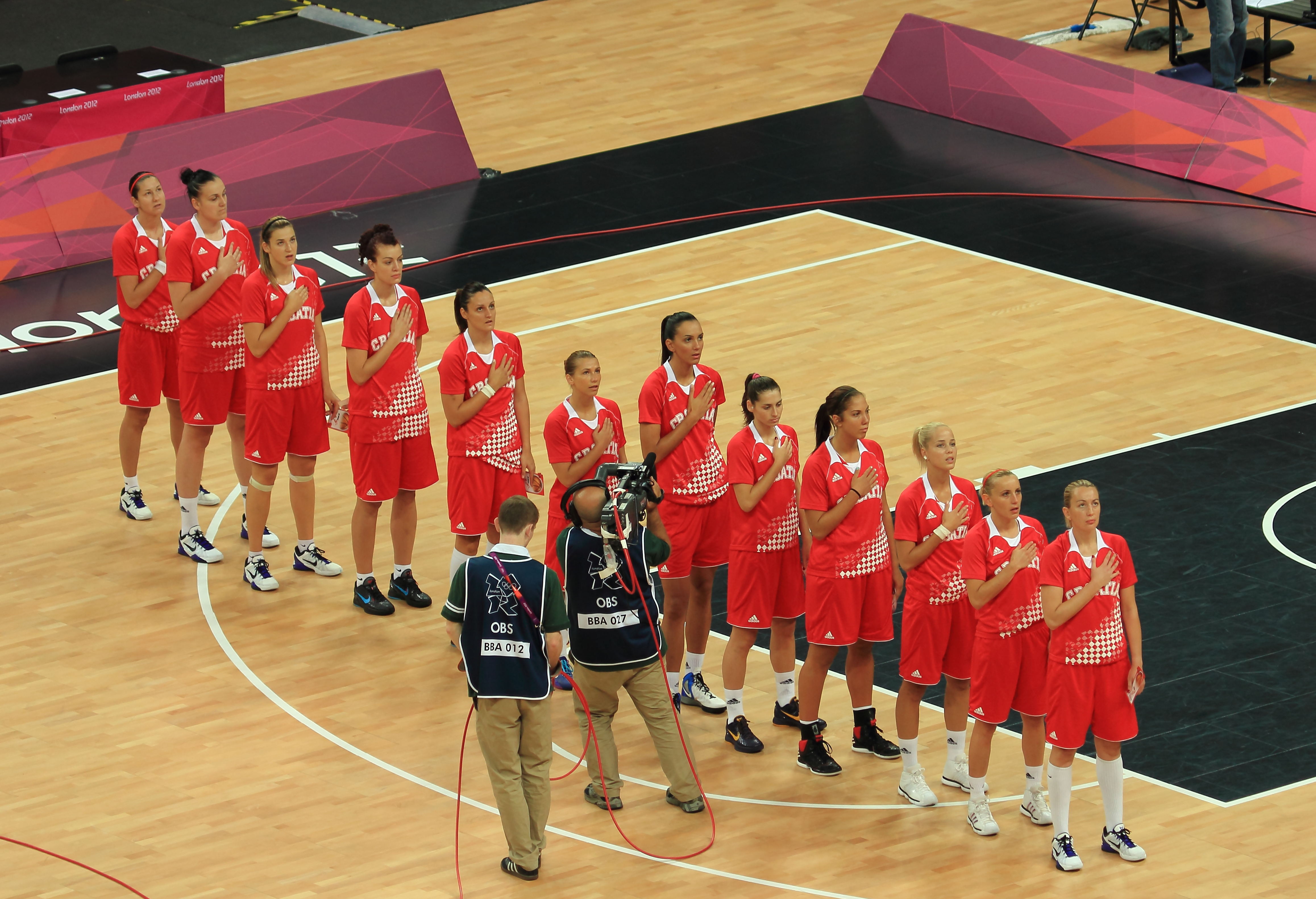
La Croazia ai Giochi olimpici 2012

Olimpiadi
- 2012 - 10º

Europei
- 1995 - 8°
- 1999 - 8°
- 2007 - 13°
- 2011 - 5°
- 2013 - 11°
- 2015 - 12°
- 2021 - 11°

Mediterranei
- 1997 -  1°
- 2001 -  1°
- 2005 -  2°
- 2009 -  3°

## Formazioni

### Olimpiadi
Pallacanestro ai Giochi della XXX Olimpiade - Torneo femminile4 Mandir, 5 Jelavić, 6 Mišura, 7 Karčić, 8 Salopek, 9 Vrsaljko, 10 Ciglar, 11 Lelas, 12 Slišković, 13 Mazić, 14 Ivanković, 15 Ivezić,        All. Stipe Bralić

### Europei
Campionato europeo femminile di pallacanestro 19954 Kovač, 5 Pretreger, 6 Antić, 7 Hlede, 8 Grgin, 9 Nakić, 10 Grabovac, 11 Lelas, 12 Tabak, 13 Baranović, 14 Longin, 15 Kireta,        All. -
Campionato europeo femminile di pallacanestro 19994 Mandir, 5 Pretreger, 6 Tabak, 7 Đapo, 8 Grgin, 9 T. Abrlić, 10 Maloča, 11 L. Abrlić, 12 Deak, 13 Podrug, 14 Longin, 15 Kireta,        All. -
Campionato europeo femminile di pallacanestro 20074 Mandir, 5 Jelavić, 6 Periša, 7 Lelas, 8 Ivezić, 9 Štampalija, 10 Erceg, 11 Kireta, 12 Klein-Šumanovac, 13 Podrug, 14 Ivanković, 15 Bura,        All. Linda Antić
Campionato europeo femminile di pallacanestro 20114 Mandir, 5 Karčić, 6 Mišura, 7 Čakić, 8 Lokas, 9 Mazić, 10 Ciglar, 11 Lelas, 12 Slišković, 13 Pavetić, 14 Ivanković, 15 Ivezić,        All. Stipe Bralić
Campionato europeo femminile di pallacanestro 20134 Ivezić, 5 Jelavić, 6 Mišura, 7 Benić, 8 Salopek, 9 Vrsaljko, 10 Ciglar, 11 Lelas, 12 Slišković, 13 Vrdoljak, 14 Ivanković, 15 Bosilj,        All. Stipe Bralić
Campionato europeo femminile di pallacanestro 20154 Ivezić, 5 Borović, 6 Miloglav, 10 Ciglar, 11 Begić, 12 Slišković, 13 Mazić, 14 Ivanković, 15 Tikvić, 21 Džankić, 22 Todorić,        All. Braslav Turić
Campionato europeo femminile di pallacanestro 20211 Erjavec, 2 Mašić, 4 Begić, 6 Slonjšak, 7 Tikvić, 10 Cvitković, 11 Petrak, 14 Premasunac, 18 Dojkić, 19 Tadić, 22 Miletić, 24 Periša,        All. Stipe Bralić

### Giochi del Mediterraneo
Pallacanestro femminile ai XIII Giochi del MediterraneoL. Abrlić, T. Abrlić, Baranović, Đapo, Grgin, Kireta, Kovač, Longin, Maloča, Podrug, Pretreger, Tabak, All. -
Pallacanestro femminile ai XIV Giochi del MediterraneoBaranović, Đapo, Erceg, Hlede, Lelas, Maloča, Marohnić, Mazić, Podrug, Popović, Pretreger, Zrnić, All. -
Pallacanestro femminile ai XV Giochi del MediterraneoČakić, Erceg, Ivezić, Jelavić, Klein-Šumanovac, Maloča, Mandir, Marohnić, Pešić, Podrug, Roca, Serdar, All. Viktor Kovać
Pallacanestro femminile ai XVI Giochi del Mediterraneo4 Ivezić, 5 Jelavić, 6 Periša, 7 Čakić, 8 Bura, 9 Lokas, 10 Ciglar, 11 Mišura, 12 Slišković, 13 Mazić, 14 Ivanković, 15 Pavetić,        All. Stipe Bralić

## Nazionali giovanili
- Selezioni giovanili della nazionale femminile di pallacanestro della Croazia